# Вальтер Тіль

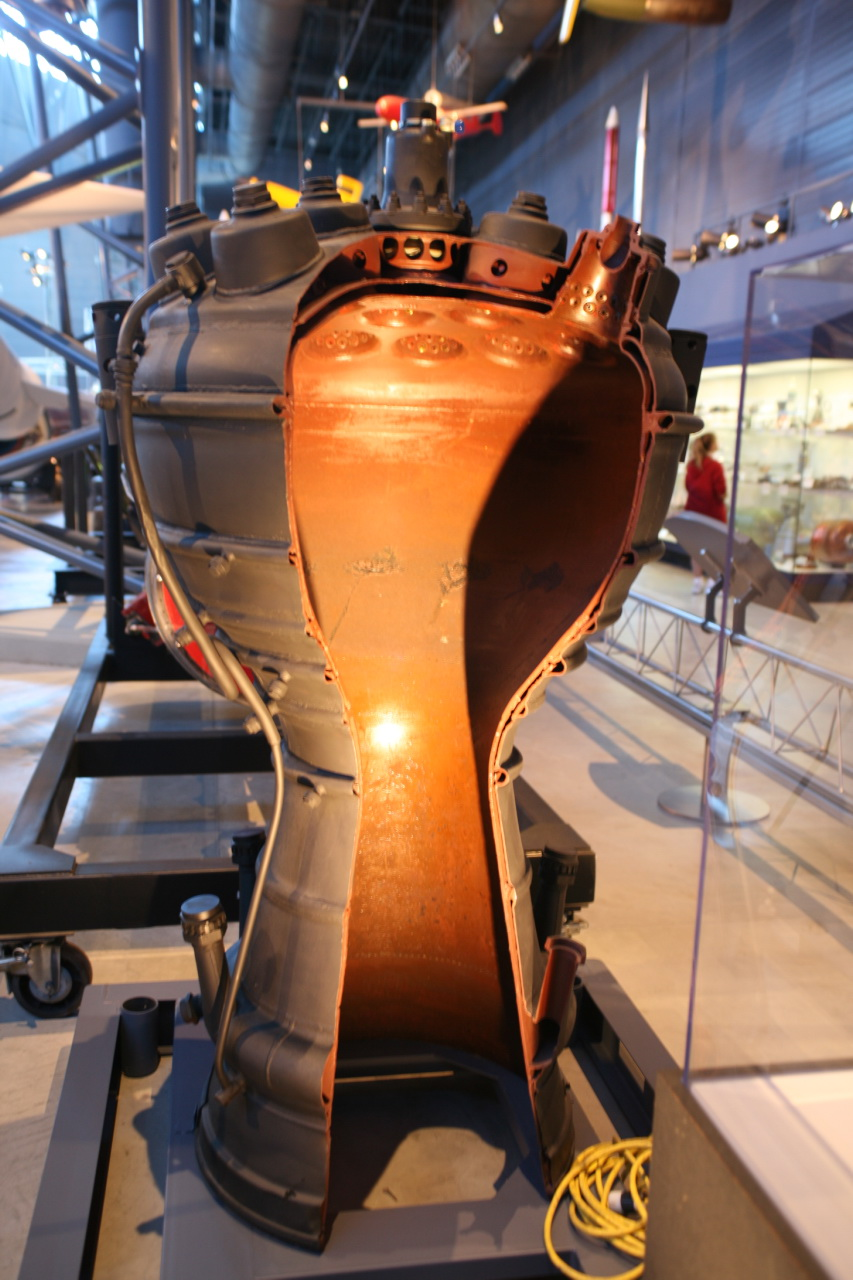
РРД конструкції Тіля ракети Фау-2.

Вальтер Тіль (нім. Walter Thiel; 2 березня 1910, Бреслау — 18 серпня 1943, Пенемюнде) — німецький інженер-ракетник, головний фахівець з рідинних реактивних двигунів (РРД), співробітник наукової групи Вернера фон Брауна.
Двигун конструкції В. Тіля для балістичної ракети Фау-2 (V-2) послужив прототипом для створення всіх без винятків радянських і американських балістичних ракет з РРД. Двигун конструкції В. Тіля для зенітної ракети «Вассерфаль» (Wasserfall, Водоспад) став прототипом для конструювання РРД для палива тривалого зберігання, яке застосовують в зенітних ракетах.
Після закінчення Другої світової війни, під час огляду трофейної німецької ракетної техніки конструктор перших радянських РРД А. М. Ісаєв, вперше оглядаючи двигун Тіля для Фау-2, сказав: «Цього не може бути».
Доктор В. Тіль відрізнявся великою широтою наукових знань і був сполучною ланкою між лабораторіями Пенемюнде і професором Вернером Гейзенбергом. В. Тіль вперше запропонував використовувати атомну енергію для реактивного руху, будучи основоположником ядерних реактивних двигунів.
Після опівночі 17 серпня 1943 року, в результаті бомбардувального нальоту на полігон Пенемюнде 433 важких бомбардувальників ВПС Великої Британії, було повністю зруйноване селище науково-технічного персоналу, в ньому поряд з іншими німецькими ракетниками загинув і Вальтер Тіль.

## Нагороди
- Хрест Воєнних заслуг 2-го і 1-го класу з мечами
- Німецький хрест в сріблі (29 жовтня 1943; посмертно)
- Лицарський хрест Хреста Воєнних заслуг з мечами (29 жовтня 1944; посмертно)

## Вшанування пам'яті
У 1976 році Міжнародний астрономічний союз присвоїв ім'я В. Тіля кратеру на зворотному боці Місяця.